# Луцій Корнелій Долабелла (дуумвір)
Луцій Корнелій Долабелла (лат. Lucius Cornelius Dolabella) (близько 210 - після 178 до н. е.) - римський державний діяч.
Луцій Корнелій Долабелла, можливо, - племінник Гнея Корнелія Долабелли, священного царя з 208 по 180 до н. е. , батько Публія Корнелія Долабелли, дід Луція Корнелія Долабелли, проконсула Дальньої Іспанії в 99 році до н. е. , і, ймовірно, Гнея Корнелія Долабелли,  консула в 81 році до н. е. 
До 180 році до н. е. Луцій Корнелій Долабелла - корабельний дуумвір (начальник флоту, лат. Duoviri navales) Римської республіки.
Коли в 180 році до н. е. його дядько, Гней Корнелій Долабелла, помер, Луцій Корнелій Долабелла спробував стати його наступником на посаді священного царя. Великий понтифік Гай Сервілій Гемін зажадав перед  інавгурацією скласти посаду корабельного дуумвіра, Луцій Корнелій Долабелла відмовився це зробити, був оштрафований і звернувся з апеляцією до народного зібрання. Коли кілька триб вже проголосувало проти дій Луція Корнелія Долабелли, якесь небесне знамення перервало збори і дозволило великому понтифіку скасувати затвердження Луція Корнелія Долабелли на новій посаді. Новим священним царем став Публій Клелія Сікул .
Луцій Корнелій Долабелла залишався на посаді корабельного дуумвір принаймні до 178 року до н. е., коли з колегою Гаєм Фуріем і флотом з двадцяти кораблів захищав від нападів іллірійців східне узбережжя Апеннінського півострова між Анкона і Тарентом .